# 荒野の誘惑
荒野の誘惑（あらののゆうわく）はキリスト教の聖書正典である新約聖書に書かれているエピソードの１つ。キリスト教教理において重要な役割を果たしており、キリスト教文化圏の芸術作品の中で繰り返し用いられるモチーフでもある。
洗礼者ヨハネから洗礼を受けた後、イエスは霊によって荒れ野に送り出され、そこに40日間留まり、悪魔（サタン）の試みを受けた。マルコによる福音書（1:12,13）、マタイによる福音書（4:1-11）、ルカによる福音書（4:1-13）の福音書に記述がある。以下は、口語訳聖書のルカ伝によるもの。

## 悪魔の誘惑
- 悪魔の試みをイエスが受けた場所は明記されていないが、誘惑の山と呼ばれるヨルダン川西岸地区のエリコの11 km西郊外にある山（海抜366 m）とする伝承がある[1][2][3]。
- 悪魔から試みられるためというのは、新共同訳では誘惑、日本聖書協会協同訳、新改訳第3版、新改訳2017、岩波訳はいずれも試みを受けるためと訳している。試みられるという言葉のギリシャ語は ἀνήχθη（anēkhthē）であり、7節の ἐκπειράσεις（ekpeiraseis）は同じ動詞で試みるということを意味する。また、悪魔は διαβόλου（diabolou）という単語であり、中傷する者という意味がある。サタンはヘブライ語で שָׂטָן（śāṭān）であり、告発する者という意味がある[4][5][6]。イエスは御霊によって荒野に導かれたのであり、あくまでこれらの試みは神の意志によってなされたことである。カルヴァンはイエスが全人類の代表としてサタンから試みを受けたのであり、ヘブライ人への手紙4章15節にあるようにイエスが罪のない者でありながら試練を受けたということであるとしている[7]。
- イスラエルの民も40年間の出エジプトにおいてその信仰が試みられたと言える。そこでイスラエルは終始神に忠実に生きるということができず、不信仰な悪い心を抱いて生ける神に反抗した。ヘブライ人への手紙の著者はこのイスラエルの民の反抗を警告として受けとり、旧約聖書の歴史を心に留めて歩むことが必要なのである。  また、イスラエルの民は神の意志を完全に実現することはできなかったが、決して現代の教会もそれをなすことはできていない。ヘブライ人への手紙4章1節にあるようにそれでも神の安息に入る約束は存続し続けるのである。  イエスは試みを受け、そのすべてに打ち勝った。イエスは試みを受けた者として人間たちの弱さに同情されているのであり、人間たちは恵みの御座に近づくことが許されているのである[8]。

### 第一の試み
- イエスは旧約聖書から引用して悪魔に答えた。ここで引用した聖句は申命記の8章3節と思われる[9]。40日間断食したというのは出エジプト記における荒れ野の40年を表していると考えられる。イスラエルの民は出エジプトの時に神を疑い、十分に信頼しなかったが、それでも神は不信の民をマナによって養った。イエスが申命記8章3節を引用しつつ反論するのはそのような神に対する完全な信頼があることを示す。               [10][11]

### 第二の試み
- 悪魔がすべての国々を任されているというのは、ヨハネの第一の手紙の5章19節にも類似した記述がある[12]。
- ひざまずくだけで国々全部あげると悪魔自身が語っている事から、悪魔は国々全部よりも自分が崇拝される事を願っている事が分かる。神ではないものを拝むということは偶像崇拝に等しい。この箇所は福音書の読者にとってはコリントの信徒への手紙一10章19-20節にあるようにローマの偶像崇拝による背教が念頭にあったと考えられる。ヨセフスはユダヤの総督ピラトスがカイサルの胸像をエルサレムに持ち込んだことに対してユダヤ人が抗議したことに関して記述している。ピラトスは胸像の撤去はカイサルへの侮辱と考えたためローマ軍によりユダヤ人達を包囲し、騒ぎを中止して家に引き上げなければ命はないと脅迫したが、ユダヤ人たちは身を投げ首を差し出して、律法の賢明なる教えを犯すくらいなら喜んで死を迎えると宣言した。それを受けてピラトスは像をエルサレムから撤去した。[11][13]また、わたしたちは神から出た者であり、全世界は悪しき者の配下にあることを、知っている。 — ヨハネの第一の手紙5章19節（口語訳）すると、なんと言ったらよいか。偶像にささげる供え物は、何か意味があるのか。また、偶像はなにかほんとうにあるものか。そうではない。人々が供える物は、悪霊ども、すなわち、神ならぬ者に供えるのである。わたしは、あなたがたが悪霊の仲間になることを望まない。 — コリント人への第一の手紙10章19-20節（口語訳）

### 第三の試み
- 悪魔は詩篇91篇11-12節を引用しつつ主を試すように誘惑する。それに対してイエスは申命記6章16節を引用しつつその誘惑をはねつける。ここでイエスが飛び降りることをせず主を試みてはならないというのは当然信頼がないからではない。主への完全な信頼があることは第一の誘惑で石をパンに変えることをしなかったことによって証明されている。また、深淵に飛び降りることはマタイ26-27章で十字架にかかることによってなされることなのである。[11]あなたがたがマッサでしたように、あなたがたの神、主を試みてはならない。 — 申命記6章16節（口語訳）これは主があなたのために天使たちに命じて、あなたの歩むすべての道であなたを守らせられるからである。彼らはその手で、あなたをささえ、石に足を打ちつけることのないようにする。 — 詩篇91篇11節から12節（口語訳）

## メシアへの期待
ラビは、メシアがエルサレム神殿の屋根に立つことを期待した。

## 批評
トマス・ホッブズ やジョン・ロック など、批評家によると「荒野の誘惑」は 寓話と解釈されている。橋本はQ資料においてイエスのメシア意識についての自己検討や内的な葛藤が物語化され、イエス伝伝承に組み込まれたとする。

## 美術

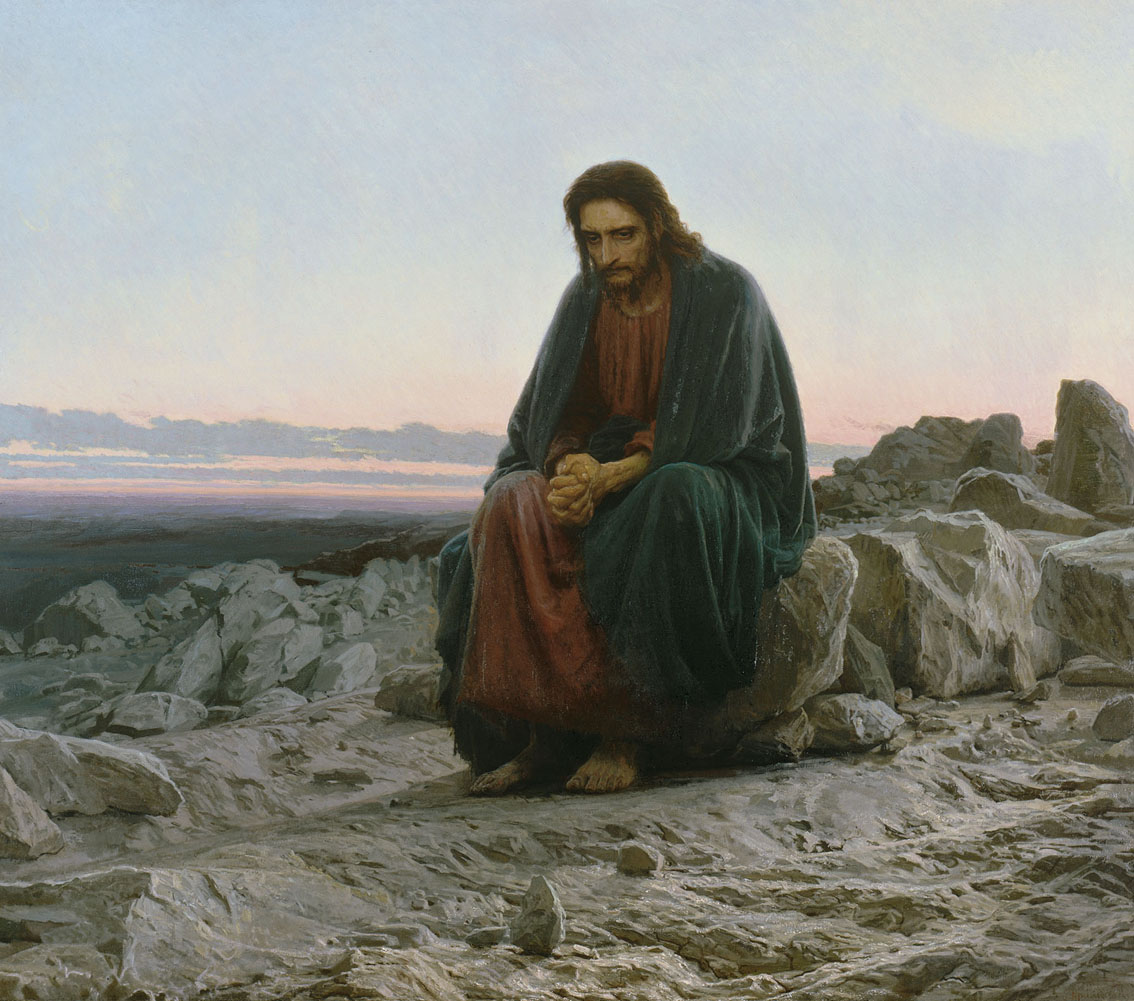
『曠野のイイスス・ハリストス』
（画：イワン・クラムスコイ）

ドゥッチョの祭壇画や、ボッティチェリのシスティーナ礼拝堂の壁画が有名である。近代ロシア美術では『曠野のイイスス・ハリストス』がイワン・クラムスコイの代表作の一つとなっている。

## 仏教との比較
荒野の誘惑の逸話は、仏教の降魔成道（マーラの誘惑）の逸話と比較されることがある。